# Виленский 52-й пехотный полк
52-й пехотный Виленский Его Императорского Высочества Великого Князя Кирилла Владимировича полк — пехотная воинская часть Русской императорской армии. Входил в состав 13-й пехотной дивизии.
- Старшинство — 29 октября 1811 года.
- Полковой праздник — 6 декабря.

## Формирование и кампании полка
Полк пехоты был сформирован 29 октября 1811 года из рот Углицкого пехотного и Московского, Архангелогородского и Казанского гарнизонных полков.
За участие в Отечественной войне 1812 года и Заграничных походах 1813—1814 годов полк был  награждён «походом за военное отличие». 14 февраля 1831 года один батальон Виленского полка был отделён на сформирование Прагского пехотного полка, взамен которого был придан батальон Ярославского полка.
28 января 1833 года к пехотному формированию присоединены 1-й и 3-й батальоны 48-го егерского полка, и Виленский полк переименован в егерский. 22 февраля 1845 года полку придан батальон егерского Великого Князя Михаила Павловича полка, а 16 декабря того же года от полка отчислены 2-й и 3-й батальоны на сформирование Кубанского егерского полка.
14 ноября 1853 года полк участвовал в поражении турок при Ахалцыхе, за что был награждён Георгиевским знаменем с соответствующею надписью. За участие в Восточной войне полку дарованы знаки на головные уборы, с надписью — для 1-го и 2-го батальонов: «За отличия в 1854 и 1855 гг.», для 3-го и 4-го батальонов: «За отличия в 1853, 1854 и 1855 гг.».
17 апреля 1856 года полк наименован пехотным. 25 марта 1865 года к наименованию полка прибавлен войсковой № 52, а с 30 сентября 1876 года по 5 октября 1905 года шефом полка состоял великий князь Кирилл Владимирович, который 14 апреля 1909 года вновь был назначен шефом Виленского полка.
С 4 декабря 1873 года полк размещался в Феодосии, в стрелковых казармах на Военной (ныне — Вити Коробкова) улице. Перевод осуществлялся постепенно, первоначально лагерный сбор был под Керчью, а общий дивизионный под Севастополем. В Феодосии разместили лишь штаб и два батальона. Позднее, после перевода в Феодосию всего полка, ему для размещения выделили два казарменных комплекса — так называемые «серые» казармы (улица Федько, дом № 38) и «виленские» казармы (бульвар Вити Коробкова, дом № 14), а также корпуса обанкротившегося механического заведения инженера Маслянникова, переоборудованные под размещения полкового обоза. В «серых» казармах в разное время размещались от 7 до 11 рот полка.
Во время русско-турецкой войны 1877—1878 годов нёс охрану крымского побережья от Феодосии до Судака. В мирное время полк играл большую роль в общественной жизни Феодосии, выступал устроителем парадов в праздничные дни, оркестр полка играл на городском бульваре во время народных гуляний (по воскресеньям обязательно исполнялась торжественная увертюра Чайковского «1812-й год», сопровождавшаяся звоном колоколов и выстрелами из пистолетов), офицеры полка были завидными женихами в городе.
23 июня 1905 года 2-я рота полка обстреляла броненосец «Потёмкин», грузивший уголь в Феодосийском порту, после чего корабль снялся с якоря и ушёл к берегам Румынии.
В ходе событий 1905 года отдельные роты полка неоднократно привлекались в разгону забастовок и манифестаций в Таврической губернии.
В августе 1914 года в составе 13-й пехотной дивизии полк убыл на фронт Первой мировой войны. Сражался в Янчинском бою. Участник «Брусиловского прорыва».

## Революции 1917 года и Гражданская война в России

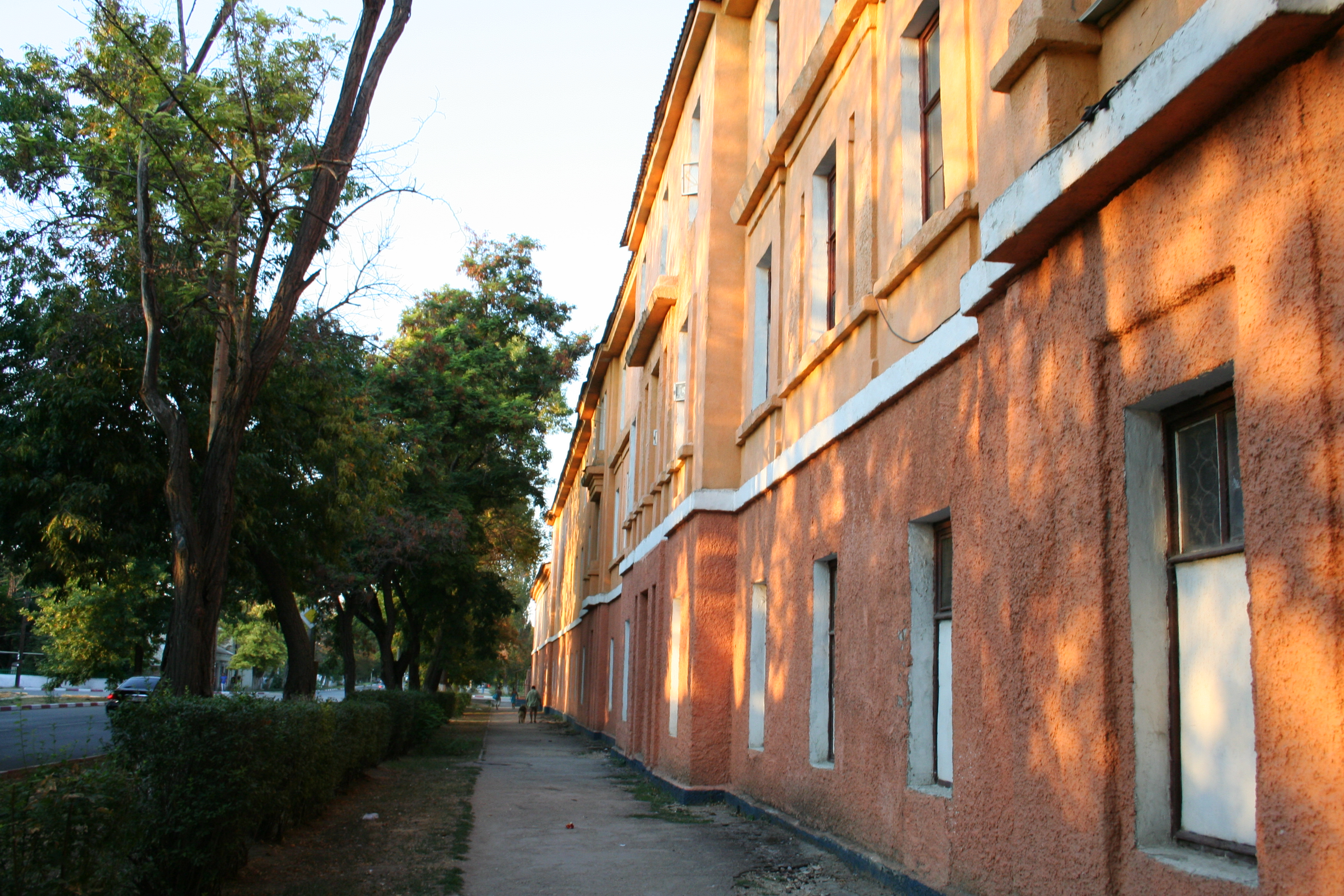
"Серые" казармы Виленского полка. Феодосия, ул. Федько 38, до настоящего времени военная часть

Как и вся армия полк начал разлагаться после издания Приказа № 1 и агитации социалистических партий. Весной 1917 года запасные полка отказались повиноваться приказу и выступить на фронт. Позже солдат удалось всё же уговорить подчиниться приказу.
Полк был расформирован после октябрьской революции 1917 года. Многие военнослужащие полка вернулись в Феодосию. Часть из них образовала Союз Георгиевских Кавалеров и участвовала в апрельском восстании, подавленном большевиками с большими жертвами.
Полк был возрождён в декабре 1918 года в Вооружённых силах Юга России и в Русской армии Врангеля. Входил в 13-ю дивизию 2-го армейского корпуса. Первоначально в октябре 1918 года виленцы входили в Сводный Крымский пехотный полк, потом составили роту в сводном батальоне 13-й пехотной дивизии. В феврале они уже сражались на Перекопе, в марте — с партизанами в Феодосийском уезде, потом — на Ак-Монайских позициях.
5(18) июня на крейсере «Кагул» Виленский полк десантировался у Коктебеля, нанеся красным частям удар с тыла, и тем способствовав их разгрому и занятию Феодосии. На 1 августа виленцы уже составляли батальон в 3 роты по 80 штыков в каждой, который участвовал в боях с войсками большевиков, УНР, Махно. Восстановлен полк (23) ноября 1919 года в составе 6 рот.
29 апреля(12 мая) в полк 2-м батальоном были влиты остатки Алексеевских партизанских полков, Сводно-гренадерской дивизии, Симферопольского офицерского полка (50 офицеров). Потом алексеевцы опять стали самостоятельной частью, а полк в составе 13-й дивизии участвовал в боях в Северной Таврии, обороне Крыма.
Во время Крымской эвакуации тыловые части полка, расположенные в Феодосии, не попали на уходящие корабли и были взяты в плен частями 9-й стрелковой дивизии РККА под командованием Николая Куйбышева. В первую же ночь, с 16 на 17 ноября 1920 года, по приказу комиссара 9-й дивизии М. Лисовского на железнодорожном вокзале Феодосии были расстреляны все находящиеся там раненные офицеры и солдаты команды выздоравливающих полка, всего около ста человек. Возможно, это была месть попавшему в плен противнику, так как 9-я дивизия красных неоднократно встречалась с Виленским полком на полях Северной Таврии.

## Шефыполка
- 27.04.1812 — хх.08.1812[7] — полковник Губерти, Александр Яковлевич
- 30.09.1876 — 05.10.1905 — великий князь Кирилл Владимирович
- 14.04.1909 — 04.03.1917 — великий князь Кирилл Владимирович

## Командиры полка
(Командующий в дореволюционной терминологии означал временно исполняющего обязанности начальника или командира).
- 29.10.1811 — 10.11.1811 — полковник Быков, Александр Николаевич
- 10.11.1811 — 27.04.1812 — полковник Губерти, Александр Яковлевич
- 27.04.1812 — 01.06.1815 — полковник Фомин, Фёдор Константинович
- 01.06.1815 — 05.03.1817 — подполковник Бурман, Иван Ермолаевич
- 15.03.1817 — 28.02.1829— подполковник (с 04.10.1820 полковник) Левандовский, Устин Васильевич
- 01.04.1829 — 21.05.1829[8] — полковник Новицкий 2-й
- 12.05.1829 — 15.06.1832 — полковник Асланович, Андрей Варфоломеевич
- 15.06.1832 — 11.11.1835 — командующий подполковник Кузовлев 2-й, Иван
- 11.11.1835 — 25.11.1836 — командующий полковник фон Бринк, Егор Егорович
- 14.12.1836 — 01.01.1845 — полковник (с 08.09.1843 генерал-майор) Губарев, Василий Васильевич
- 04.01.1845 — 11.04.1855 — подполковник (с 22.07.1846 полковник, с 19.04.1853 генерал-майор) Фрейтаг фон Лерингоф, Аркадий Богданович
- 30.06.1855 — 17.09.1855[9] — полковник Шликевич, Виктор Максимович
- хх.хх.1855 — 30.08.1863 — полковник Алтухов, Захарий Никифорович
- 21.09.1863 — 15.04.1866[10] — полковник Скордулли, Георгий Дмитриевич
- 25.04.1866 — хх.хх.1866 — полковник фон Клостерман, Александр Петрович
- хх.хх.1866 — 22.03.1875 — полковник Спичаков, Дмитрий Александрович
- 22.03.1875 — 23.06.1878 — полковник Горданов, Сакердон Алексеевич
- 23.06.1878 — 20.12.1881 — полковник Иванов, Николай Дмитриевич
- 20.12.1881 — 02.05.1882 — полковник Болтин, Николай Львович
- 02.05.1882 — 13.05.1886 — полковник Кушакевич, Георгий Александрович
- 25.05.1886 — 22.01.1892 — полковник Гек, Андрей Константинович
- 22.01.1892 — 14.01.1898 — полковник (с 14.05.1896 генерал-майор) Иваницкий, Александр Яковлевич
- 05.02.1898 — 12.10.1902 — полковник Голембатовский, Михаил Григорьевич
- 03.11.1902 — 23.06.1906 — полковник Герцык, Александр Антонович
- 24.07.1906 — 04.12.1912 — полковник (с 29.10.1911 генерал-майор) Котюжинский, Евгений Яковлевич
- 04.12.1912 — 19.08.1915 — полковник (с 16.05.1915 генерал-майор) Швецов, Александр Александрович
- 19.08.1915 — 28.09.1916 — полковник Васильев-Чечель, Пётр Гаврилович
- 28.09.1916 — 10.06.1917 — полковник Дорофеев, Константин Константинович
- 19.08.1917 — хх.хх.хххх — полковник Королёв, Михаил Матвеевич

## Другие формирования этого имени
- Виленский мушкетёрский полк — сформирован 29 августа 1805 года, в 1810 году резервный батальон мушкетёрского полка участвовал в нивелировании местности для Двинской крепости. 19 октября 1810 года наименован 34-м егерским. Полк расформирован в 1833 году, один батальон присоединён к Томскому пехотному полку и два других батальона — к Колыванскому пехотному полку.
- Виленский губернский батальон — сформирован 17 января 1811 года; 18 декабря наименован Виленским местным полком, из которого 19 января 1878 года был выделен 3-й батальон, впоследствии пошедший на сформирование 170-го Молодечненского пехотного полка. Из оставшейся части полка 31 августа 1878 года был сформирован 17-й резервный пехотный батальон (впоследствии 169-й пехотный Ново-Трокский полк).

## Известные люди, служившие в полку
- Азарьев, Александр Николаевич (1871—1965).
- Бреверн, Александр Христофорович — полковник, герой Крымской войны.
- Жабокритский, Иосиф Петрович — русский генерал, участник Крымской войны.
- Коленковский, Александр Константинович (1880—1942) — советский военный историк, генерал-лейтенант (1940).
- Матвеев, Николай Степанович (1897—1979) — советский военачальник, генерал-лейтенант.